# Joselito Vaca
Joselito Vaca (ur. 12 sierpnia 1982 w Santa Cruz de la Sierra) – boliwijski piłkarz.

## Kariera klubowa
Vaca dołączył do Oriente Petrolero w 1999 roku w wieku 17 lat i zagrał 33 mecze w pierwszym roku. W 2000 został mianowany najlepszym graczem w boliwijskiej lidze, który pomógł Petrolero zdobyć drugie miejsce w lidze.
W roku 2000, Joselito podpisał kontrakt z Major League Soccer i został wybrany przez Dallas Burn w 2001 MLS SuperDraft. Jego drugi sezon był najlepszym dla Vacy, kiedy grał jako prawy pomocnik Burn. Vaca zagrał przez znaczącą liczbę minut w 2003.
Następnie został wybrany do MetroStars w wyniku draftu w 2003. W ciągu czterech lat w MLS zdobył tylko sześć goli i 18 asyst w play lidze. Wrócił do Boliwii i podpisał kontrakt z Blooming w 2005 roku. Po czterech latach powrócił do swojego pierwszego klubu Oriente Petrolero w styczniu 2009.

## Kariera w reprezentacji
Chociaż Vaca początkowo był typowany na dobrego zawodnika w reprezentacji, jego występy były gorsze niż w MLS. Po powrocie do Boliwii, został powołany z powrotem do drużyny narodowej, od 2002 roku Vaca wystąpił w sumie 42 razy wystąpił w reprezentacji Boliwii zdobył 2 bramki.
Grał w Copa América 2007 w Boliwii, w koszuli numer 10.